# Kleine Kirche Oranienbaum

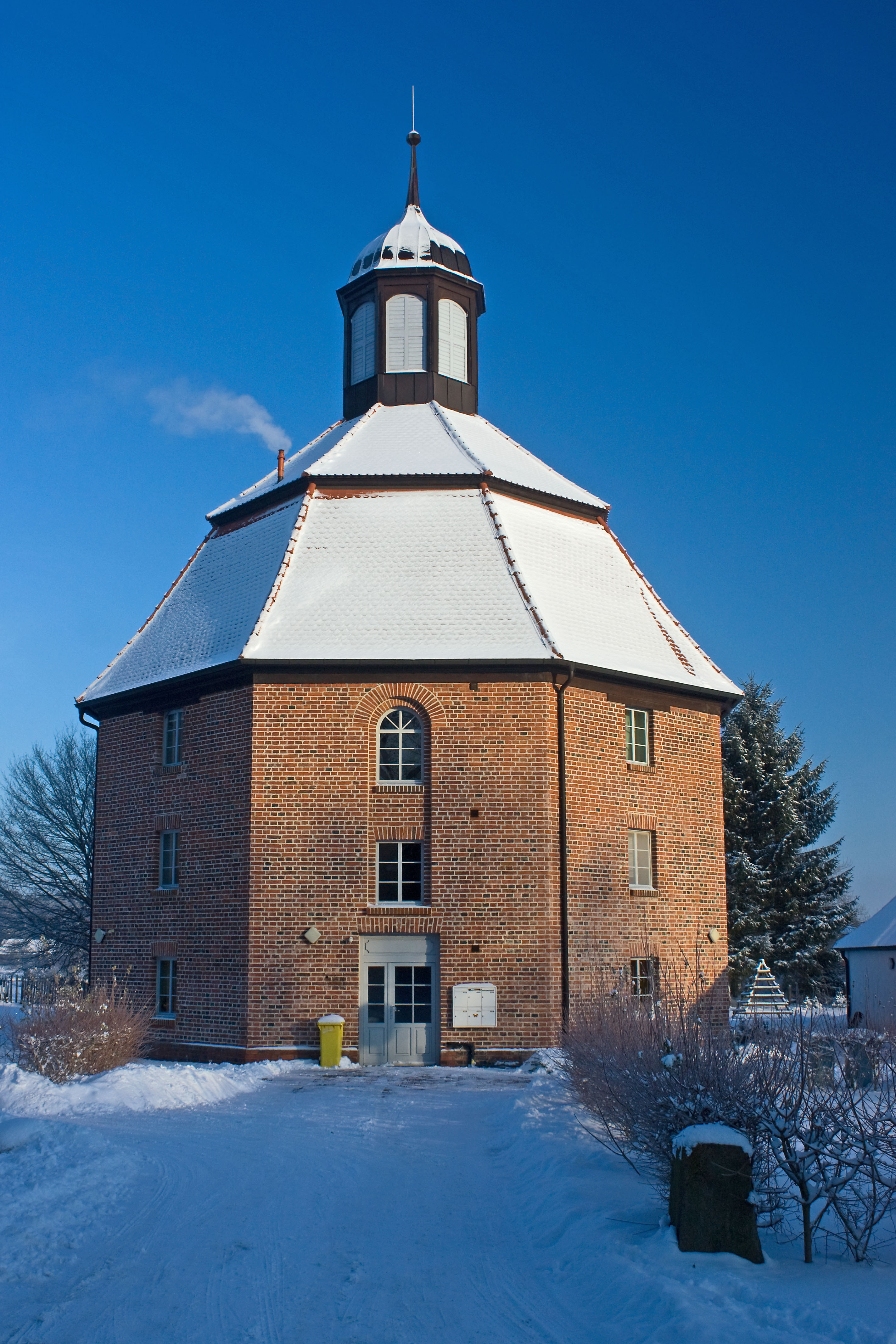
Ansicht von Süden

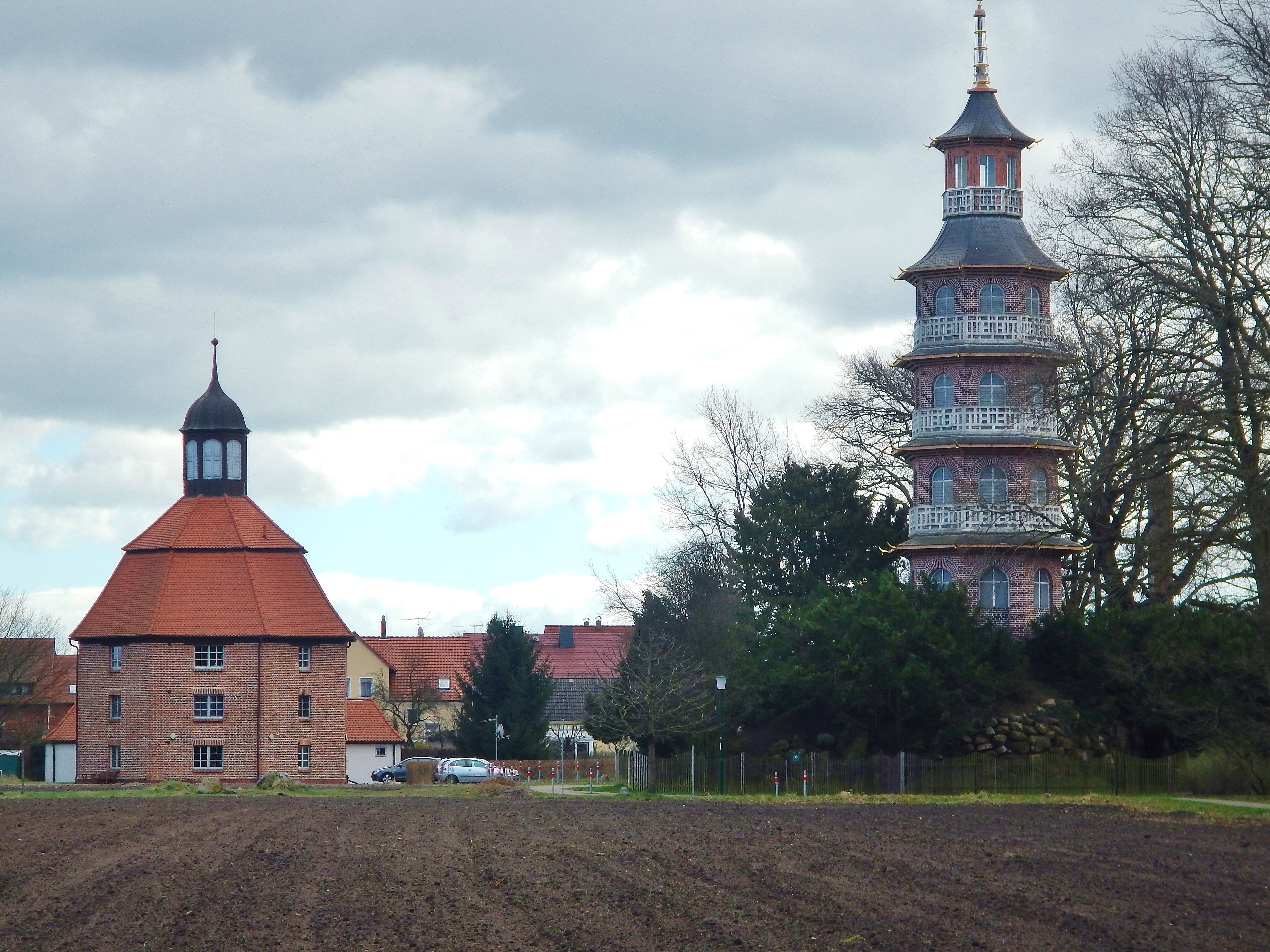
Ansicht mit Pagode

Die Kleine Kirche Oranienbaum in der Stadt Oranienbaum-Wörlitz im Landkreis Wittenberg in Sachsen-Anhalt steht unter Denkmalschutz und ist im Denkmalverzeichnis des Landes Sachsen-Anhalt mit der Erfassungsnummer 094 40395 als Baudenkmal eingetragen. Das Gotteshaus wurde im 20. Jahrhundert profaniert.

## Lage und Geschichte
Die oktogonale Kirche entstand in den Jahren 1751 und 1752 nördlich des Schlosses von Oranienbaum an der Wittenberger Straße nahe der Pagode des Schlossparkes für die lutherische Gemeinde, die bis dahin nach Goltewitz musste, da die Stadtkirche reformiert war. Konzipiert war sie als Simultankirche. Der Auftraggeber Fürst Leopold II. Maximilian (Anhalt-Dessau) starb während der Ausführung und wurde von Fürst Dietrich von Anhalt-Dessau abgelöst, der als Vormund des Erbprinzen Franz fungierte. Die Einweihung erfolgte am 4. Juni 1752 durch beide Fürsten.
Bereits im Jahr 1817 war der Sakralbau baufällig und musste geschlossen werden. Nach langem Bemühen fand die Reparatur im Jahr 1824 statt, die Neuweihe erfolgte am 5. Dezember 1824. Im Jahr 1834 schuf Zuberbier (Dessau) eine neue Orgel. Eindringende Nässe setzte Kirche und Orgel stark zu. Bereits im Jahr 1842 galt sie erneut als baufällig. Die Wände waren aus dem Lot gewichen, und man schlug den Abbruch vor. Stattdessen erfolgte 1844 eine erneute Restaurierung. Dabei wurde das Fachwerkgeschoss massiv mit Wörlitzer Backsteinen neu aufgeführt, die Neueinweihung erfolgte im November 1844. Der Dachturm wurde 1853 leicht verändert. Nach dem Ersten Weltkrieg wurde die Kaplanstelle eingezogen und die Kirche geschlossen.

## Inneres und Ausstattung
Die älteste Glocke stammte von Becker (Halle), eine weitere kam 1824 von G. A. Jauck (Leipzig) hinzu. Die Uhren stammten von Kleinhanß. Der Sakralbau wurde im Jahr 1920 zunächst zum Verkauf angeboten und dann aufgrund der Wohnungsnot zum Wohnhaus umgebaut.